# Moravská národní strana (1861)
Moravská národní strana byla politická strana na Moravě činná v letech 1861 až 1911.

## Historie

### Vznik strany
Strana vznikla v roce 1861 před volbami do Moravského zemského sněmu. Krystalizačním jádrem strany se stal volební výbor. Tento zpočátku nevolený orgán sestávající z malé skupiny osob (Alois Pražák, Vincenc Brandl, Jan Lachnit, Josef Wurm, František Mathon, Jan Helcelet, Jan Kozánek) zůstával po desetiletí spolu s poslaneckým klubem jediným viditelným ústředím strany.
Dlouholetým předsedou strany byl Alois Pražák. V roce 1879 Aloise Pražáka v čele strany nahradil František Alois Šrom, od počátku 80. let byl předsedou Jan Žáček, od roku 1887 Antonín Mezník.
Tiskovým orgánem strany se stal list Moravská orlice, založená 11. března 1863.
Národní strana jako všenárodní seskupení různých názorových proudů, nebyla nikdy názorově ani organizačně jednotná. V programu měla jazykové a školské požadavky, ochranu drobného podnikání a hospodářské posílení českého obyvatelstva. V 60. letech byl program doplněn požadavkem státoprávního spojení českých zemí a rovnoprávnosti obou národů (Čechů a Němců) na Moravě. Prosazení státoprávního programu nebylo nicméně v rozporu s požadavkem na autonomii Moravy.
Strana byla označována jako „Hofratspartei", někteří její předáci dosáhli totiž povýšení do šlechtického stavu (Alois Pražák), udělení hodnosti dvorského rady (Antonín Mezník), byli povoláni do panské sněmovny (František Alois Šrom, Alois Pražák) či do vlády — Alois Pražák (1879–1892) a Jan Žáček (1908–1909).
Přes četné kontakty svých představitelů Moravská národní strana formálně ani organizačně nesouvisela se staročeskou národní stranou v Čechách. (Spolkový zákon, kterým se politické strany řídily, umožňoval sdružování pouze v rámci jedné země.)

### Vývoj v 60. letech 19. století
V celonárodních otázkách a při postupu v říšské radě se strana přimykala k národní straně v Čechách. Probíhaly společné porady poslanců z Čech a Moravy i návštěvy předáků obou stran, jako byla např. návštěva Františka Palackého a Františka Ladislava Riegra r. 1863 při cyrilometodějských oslavách v Brně nebo Aloise Pražáka a Františka Aloise Šroma v Praze při položení základního kamene k Národnímu divadlu roku 1868 nebo moravské delegace roku 1876 při Palackého pohřbu v Praze.
Strana se programovým prohlášením na moravském zemském sněmu 9. 4. 1861 přihlásila k myšlence státoprávní sounáležitosti českých zemí, postupovala v souladu s českými staročechy, nicméně si uchovávala prostor pro samostatnou politiku nejen na zemské, ale i říšské úrovni.
Od šedesátých let se strana snažila spolupracovat i se šlechtou. Byla proto ochotna rezignovat na solidární politiku s národní stranou v Čechách. Jak 16. 5. 1863 sděloval Antonín Mezník Aloisi Pražákovi — „bude přece jen důležitější udržet výsledek sblížení se šlechtou na Moravě, jak to ve sněmu docíleno; ohled na Čechy, pokud sami nejsou srozuměni, je tentokráte sekundárním".
V 60. letech již někteří liberálně orientovaní poslanci (Bedřich Rozehnal, Jan Izák) kritizovali vedení strany.

### Vývoj v 70. a 80. letech 19. století
V roce 1873 se strana proti přání konzervativní šlechty i staročechů v Čechách odmítla podřídit taktice pasivní rezistence.
V Říšské radě Moravané v letech 1874–1879 byli součásti Hohenwartova klubu, který sdružoval i polské a německé katolické poslance. Alois Pražák se stal  místopředsedou klubu a za Hohenwartovy nepřítomnosti klub vedl.
V roce 1879 se Alois Pražák stal českým ministrem – krajanem (viz Seznam ministrů bez portfeje Předlitavska) ve vládě Eduarda Taafeho. 
Po volbách r. 1879 byl vytvořen společný Český klub, kam kromě staročechů, mladočechů a konzervativních velkostatkářů obou zemí vstoupili i poslanci Moravské národní strany. Deklarovala se tak potřeba „solidarity celého národa našeho v Čechách, na Moravě a ve Slezsku". Moravští poslanci však přechod z Hohenwartova do Českého klubu chápali jako oběť.
V průběhu 80. let se začala rodit agrární ideologie, část poslanců (František Skopalík, Josef Hoch, Josef Vysloužil, Tomáš Podivínský, Jan Jestřábek) zůstávali ještě věrni vedení strany, část (Jan Rudolf Demel, Ignát Vrba, T. Kandus) však již začala vytvářet vlivnou opoziční agrární skupinu ve straně.

### Vývoj v 90. letech 19. století
Kvůli ukončení spolupráce moravských staročechů a šlechty se Český klub po volbách do Říšské rady v roce 1891 rozpadl. Moravští staročeši vytvořili samostatný Moravský klub, z něhož pak v roce 1896 přešli do mladočeského klubu. To urychlilo rozpad relativní jednoty české politiky na Moravě.
Staročeši postupně ztráceli převahu v řadě spolků na Moravě, někteří říšští (Ignác Seichert, Josef Svozil) i zemští poslanci (František Lízal, Josef Vysloužil, Josef Tuček) přešli k opozici. Ztrátu prestiže pak moravští staročeši utrpěli kvůli demisi ministra Aloise Pražáka 4. 8. 1892.
V roce 1891 vznikla Lidová strana na Moravě, která ze národní strany odvedla hlavně liberálnější rolnictvo, konzervativnější část rolníků sympatizovala většinou s katolickým hnutím. V zemské politice se strana snažila o dohodu s lidovou stranou. V roce 1895 dokonce strana jednala s lidovci o sloučení obou stran.
V r. 1896 se katolické křídlo definitivně transformovalo v samostatný politický subjekt (Katolická strana národní na Moravě), osamostatnila se frakce Mladá Morava a zformováním pokrokového hnutí se od strany odpoutalo pokrokářského křídlo.
Pozice si nicméně strana uchovávala v komunální politice, její představitelé zůstávali starosty významných moravských měst: Josef Stancl v Uherském Hradišti, Vojtěch Kulp v Kroměříži, Josef Wait v Prostějově, František Tropper v Přerově, Josef Galusek v Kyjově.
V zemských volbám roku 1896 strana získala jen 13 oproti 18 mandátům Lidové strany, musela se tak o vedení české politiky na Moravě stále více s touto stranou dělit.
Národní strana se však nevzdávala svého základního postulátu — jednoty české politiky. Její úsilí, „aby všichni poslancové českého lidu na Moravě na sněmu bez rozdílu odstínů všelikých utvořili společný klub za účelem jednotného hájení společných zájmův národních," bylo přes počáteční odpor Lidové strany korunováno úspěchem, neboť do společného poslaneckého klubu lidových a národních poslanců byli 9. 1. 1898 přijati i 4 poslanci národně katoličtí.

### Vývoj ve 20. století
Po zemských volbách v roce 1902 zůstalo rozložení sil mezi českými stranami v podstatě nezměněno, přes úsilí staročechů se však nepodařilo obnovit společný poslanecký klub.
Na stranickém sjezdu svolaném po 13 letech na 20. 5. 1906 do Brna se strana pokusila o svou modernizaci. Za účasti všech významných činitelů strany (Jan Žáček, Otakar Pražák, František Šromota, Michal Ursíny, Jan Kelbl, Vojtěch Kulp, Josef Stancl, F. Miller, J. Donát, J. Sedláček, František Beneš, Karel Bubela) přijala svůj první oficiální program strany.
V letech 1907 až 1914 se na říšské úrovni strana ztotožnila s mladočeskou pozitivní politikou, na zemském sněmu se orientovala na konzervativně katolický blok.
Ve volbách do zemského sněmu v roce 1913 uspěli pouze Jan Žáček a Otakar Pražák  a to jako samostatní kandidáti. Staročeská stranická struktura na Moravě přestala totiž po roce 1911 existovat.

## Volební výsledky

### Říšská rada
| Volby | Hlasy         | Hlasy         | Mandáty | Mandáty |
| Volby | Abs.          | %             | Abs.    | ±       |
| ----- | ------------- | ------------- | ------- | ------- |
| 1861  | Nepřímá volba | Nepřímá volba | 2/343   | ▲2      |
| 1867  | Nepřímá volba | Nepřímá volba | 4/203   | ▲2      |
| 1870  | Nepřímá volba | Nepřímá volba | 0/203   | ▼2      |
| 1871  | Nepřímá volba | Nepřímá volba | 2/203   | ▲2      |
| 1873  |               |               | 9/353   | ▲7      |
| 1879  |               |               | 10/353  | ▲1      |
| 1885  |               |               | 11/353  | ▲1      |
| 1891  |               |               | 10/353  | ▼1      |
| 1897  |               |               | 5/425   | ▼5      |
| 1901  |               |               | 5/425   | ▬ 0     |
| 1907  | 24 682        | 0.5           | 3/516   | ▼2      |
| 1911  | 6 522         | 0.1           | 0/516   | ▼3      |

### Moravský zemský sněm
| Volby    | Hlasy | Hlasy | Mandáty | Mandáty | Pozice |
| Volby    | Abs.  | %     | Abs.    | ±       | Pozice |
| -------- | ----- | ----- | ------- | ------- | ------ |
| 1861     |       |       | 26/100  | ▲26     |        |
| 1867/I.  |       |       | 34/100  | ▲8      |        |
| 1867/II. |       |       | 28/100  | ▼6      |        |
| 1870     |       |       | 28/100  | ▬ 0     |        |
| 1871/I.  |       |       | 35/100  | ▲7      |        |
| 1871/II. |       |       | 28/100  | ▼7      |        |
| 1878     |       |       | 25/100  | ▼3      |        |
| 1884     |       |       | 36/100  | ▲11     |        |
| 1890     |       |       | 31/100  | ▼5      |        |
| 1896     |       |       | 13/100  | ▼18     |        |
| 1902     |       |       | 11/100  | ▼2      |        |
| 1906     |       |       | 7/151   | ▼4      |        |
| 1913     |       |       | 2/151   | ▼5      |        |